# انجمن پیشاور
انجمن پیشاور (جاپانی: ペシャワール会) که پیشاور_کای نیز خوانده می‌شود، یک سازمان غیردولتی است که در سال ۱۹۸۳ با هدف حمایت از دکتر ناکامورا تتسو، پزشکی که در پاکستان به فعالیت‌های درمانی مشغول بود، تأسیس شد.
این انجمن در ایالت مرزی شمال‌غربی پاکستان و نیز در شمال‌شرقی افغانستان که با آن هم‌مرز است، فعالیت دارد.
در افغانستان، فعالیت‌های این انجمن از طریق سازمان محلی خدمات پزشکی صلح ژاپن (Peace Japan Medical Services; به اختصار: PMS) انجام می‌گیرد. این فعالیت‌ها در پی تسلط دوباره طالبان بر افغانستان در سال ۲۰۲۱ (۱۴۰۰) به‌طور موقت متوقف شده بود، اما در ولایت ننگرهار، درمانگاه این سازمان در تاریخ ۲۱ اوت همان سال، و پروژه‌های آبیاری آن در تاریخ ۲ سپتامبر از سر گرفته شدند.
در ابتدا، ناکامورا عمدتاً به درمان بیماری جذام مشغول بود، اما پس از افزایش شدید موارد ابتلا به اسهال خونی در جریان خشکسالی بزرگ سال ۲۰۰۰، تأمین آب آشامیدنی سالم را نیز در دستور کار خود قرار داد. افزون بر این، با هدف احیای روستاهایی که توان خودکفایی داشته باشند، به اجرای پروژه‌های کشاورزی نیز پرداخت.
در جریان بمباران‌های هوایی افغانستان از سوی ارتش آمریکا با هدف سقوط حکومت طالبان در سال ۲۰۰۱ (۱۳۸۰)، ناکامورا «بنیاد نجات جان افغان‌ها» را تأسیس کرد و به توزیع اضطراری مواد غذایی در میان آوارگان داخلی افغانستان پرداخت. کمک‌های مالی مردمی از ژاپن جمع‌آوری شد و تا فوریهٔ ۲۰۰۲، برای ۱۵۰ هزار نفر از آوارگان غذا توزیع گردید.
سپس بر پایهٔ همین بنیاد، طرح جامع بازسازی روستاها با عنوان «پروژهٔ سرزمین سبز» (緑の大地計画) به اجرا گذاشته شد. 

## فعالیت
ناکامورا در طرح احداث کانال بر روی رود کنر در شرق افغانستان مشارکت داشت و موفق شد دشت بی‌آب و خشک گامبری در دره‌نور، واقع در ۳۵ کیلومتری شمال جلال‌آباد، را به جنگلی سرسبز و زمین‌هایی پربازده برای کشت گندم تبدیل کند.

### کسب و کار پزشکی
انجمن پشاور برای بهبود دسترسی به آب آشامیدنی و آب کشاورزی در ایالت مرزی شمال‌غربی پاکستان، اقدام به حفر چاه‌ها و بازسازی کاریزها (قنات‌ها) با استفاده از روش‌های سنتی بومی کرده است. یکی از دلایل اصلی موج گستردهٔ مهاجرت از افغانستان، خشکسالی است. بنا بر گزارش یونیسف، از هر شش کودک افغان، یکی پیش از رسیدن به پنج‌سالگی جان می‌بازد و علت عمدهٔ این مرگ‌ومیرها، اسهال مزمن است. دلیل آن نیز استفاده از آب غیربهداشتی است که به دلیل نبود منابع ایمن آب، به‌طور مشترک برای فاضلاب و نوشیدن استفاده می‌شود (اکتبر ۲۰۰۴).

### پروژه ایمن سازی منابع آب

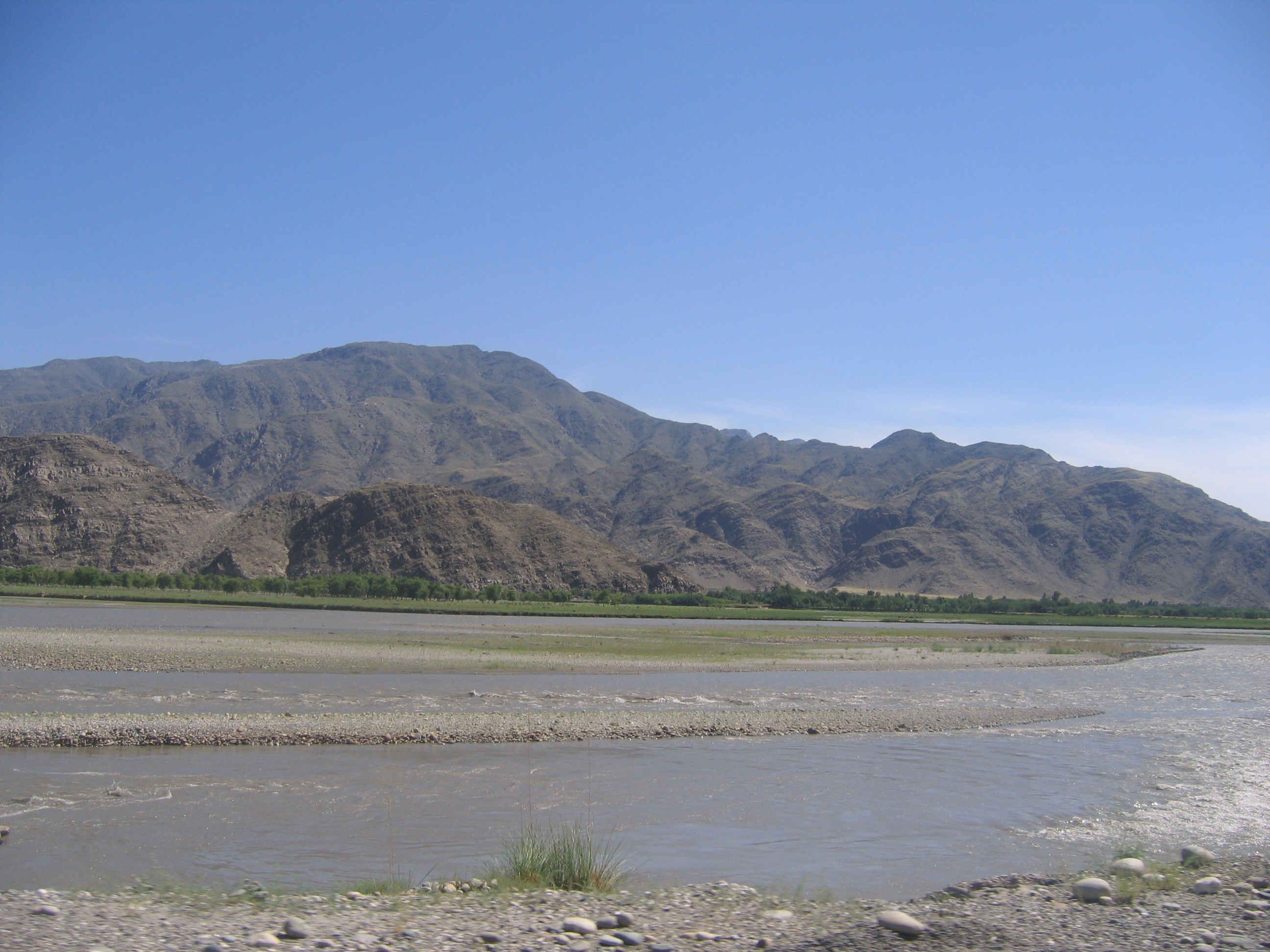
رودخانه کنر در منطقه کوز کنر

از سال ۱۹۹۱، ناکامورا سه درمانگاه در ولایت ننگرهار افغانستان راه‌اندازی کرد تا خدمات پزشکی ارائه دهد. در این درمانگاه‌ها مشخص شد که سوءتغذیه، عامل اصلی مشکلات سلامت در این منطقه است. از آن پس، حوزهٔ فعالیت او به بخش‌های کشاورزی و آبیاری گسترش یافت و تمرکز اصلی‌اش بر احداث پروژه‌های کانال‌کشی در شرق افغانستان قرار گرفت. 
از سال ۲۰۰۳، ساخت کانال آبیاری «مروارید» در ولسوالی «کوز کنر» ولایت ننگرهار آغاز شد. این کانال آب خود را از رودخانه کنر تأمین می‌کند و بخشی از یک طرح پانزده‌ساله برای تأمین آب آبیاری در افغانستان است. در این پروژه، سازوکار بهره‌برداری از منابع آب در ساخت سد یامادا و کانال هوریکاوا در ژاپن به‌عنوان الگو در نظر گرفته شده و ساخت کانالی به طول ۲۷ کیلومتر در دستور کار قرار گرفت.
در تاریخ ۱۵ مارچ ۲۰۰۷، مرحلهٔ نخست کانال مروارید به طول ۱۳ کیلومتر به پایان رسید. با تکمیل این کانال به طول ۲۵٫۵ کیلومتر در سال ۲۰۱۰ و آغاز بهره‌برداری از آن، حدود ۳٬۰۰۰ هکتار زمین بایر به زمین زراعتی تبدیل شد.   
علاوه بر این، در اطراف بیابان گامبری در حومه جلال‌آباد، هشت کانال ساخته و بازسازی شد که ۱۶٬۰۰۰ هکتار زمین را آبیاری کرده و معیشت حدود ۶۰۰٬۰۰۰ نفر را تأمین نمود. همچنین، ۱۱ سد بر روی رودخانه کنر ساخته شد.

### حمایت کشاورزی
عمده فعالیت اخر ناکامورا به بازسازی زیرساخت‌های پایدار زندگی در افغانستان تمرکز کرده بود. او همچنین، با به کارگیری مردم مناطق جنگ‌زده در ساخت و تعمیر زیرساخت‌هایی مانند حفر چاه، مانع از آن می‌شد که آنان برای یافتن شغل به گروه‌های نظامی و فرماندهان جنگ‌طلب روی آورند.

## ارزیابی
- ۱۹۹۳ – دریافت جایزه فرهنگی استان فوکوئوکا در بخش تبادلات فرهنگی (توسط استان فوکوئوکا برگزار شد).
- ۲۰۰۲ – دریافت اولین جایزه صلح اوکیناوا (توسط استان اوکیناوا برگزار شد)[۱].
- ۲۰۰۳ – دریافت جایزه ماگسایسای در بخش فهم بین‌المللی صلح.[۹]
- ۲۰۰۴ – دریافت جایزه ایهاتوبو (توسط انجمن کنجی میازاوا برگزار شد).
- ۲۰۰۹ – دریافت جایزه مشارکت بین‌المللی شهروندی فوکوئوکا (توسط شهر فوکوئوکا برگزار شد).[۱۰]
- ۲۰۲۰ – دریافت جایزه بزرگ ششمین دوره جایزه بین‌المللی غذا نیگاتا (توسط بنیاد عمومی جایزه بین‌المللی غذا نیگاتا برگزار شد).[۱۱][۱۲]

جایزه ماگسایسای و جایزه ایهاتوبو به عنوان تقدیر از دستاوردهای شخصی آقای ناکامورا اعطا شده‌اند. تا سال ۲۰۰۳، تعداد کل مراجعه‌کنندگان به بیمارستان پشاور و چهار درمانگاه وابسته به آن در طول سال بیش از ۱۵۰ هزار نفر بوده است[۱]. 

## حادثه آدم‌ربایی و قتل اعضا
در تاریخ ۲۶ اوت ۲۰۰۸ (۵ سنبله ۱۳۸۷)، کازویا ایتو (伊藤和也)، یکی از کارکنان ژاپنی که در نزدیکی جلال‌آباد با خودرو در حال تردد بود، توسط گروه مسلح محاصره و همراه با راننده‌اش ربوده شد. بعدها جسدی که احتمالاً متعلق به ایتو بود پیدا شد.
در روز ۲۷ اوت، سخنگوی تبلیغاتی طالبان، ذبیح‌الله مجاهد، مسئولیت ربایش و کشتن این مرد را پذیرفت و در بیانیه‌ای اعلام کرد: «ما می‌دانیم این سازمان مردم‌نهاد به مردم خدمت می‌کرد، اما آنها جاسوسانی بودند که می‌خواستند فرهنگ غربی را به مردم تحمیل کنند.»
او همچنین هشدار داد: «ما به کشتن ادامه خواهیم داد تا همه‌ی خارجی‌ها افغانستان را ترک کنند.» و افزود: «حتی سازمان‌های کمک‌رسانی از کشورهایی مانند جاپان که نیروهای نظامی در افغانستان ندارند نیز هدف قرار خواهند گرفت.»

## قتل نماینده محلی تتسو ناکامورا
در تاریخ ۴ دسامبر ۲۰۱۹ (۱۳ قوس ۱۳۹۸)، تِتسو ناکامورا، نماینده محلی سازمان، در جلال‌آباد، مرکز ولایت ننگرهار، هدف حمله گروه‌های مسلح قرار گرفت و کشته شد. در ابتدا طالبان اعلام کردند که در این حمله دخالتی نداشته‌اند. اما تحقیقات بعدی نشان داد که یک نفر از رهبران محلی گروه تحریک طالبان پاکستان عامل اصلی این حمله بوده است، که خود این فرد نیز پس از این حمله کشته شد.
در منطقه کوز کونار، پارکی به نام «پارک ناکامورا جلال‌آباد» ساخته شده است (.۳۴°۳۳′۵۹″شمالی ۷۰°۳۲′۱۱″شرقی / ۳۴٫۵۶۶۴۴۰۲°شمالی ۷۰٫۵۳۶۲۶۶°شرقی)

## پاورقی

### منبع
1. ↑  "ペシャワール会 アフガン支援再開". 毎日新聞朝刊（総合・社会面）. 2021-10-08.
2. ↑  中村哲 (2001-12-27). "「いのちの基金／第二期計画　原案」「緑の大地」計画". アフガンいのちの基金No.69. Retrieved 2021-09-16.
3. ↑  "緑の大地計画". ペシャワール会. Retrieved 2021-09-16.
4. 1 2  "Water, Not Weapons – Special Programs – TV Programs – NHK WORLD – English" (به انگلیسی). Archived from the original on 12 February 2017. Retrieved 11 February 2017.
5. ↑  "ペシャワール会報119号". ペシャワール会. 2014-4-1. Archived from the original on 10 June 2016. Retrieved 2017-12-29. {{cite web}}: Check date values in: |date= (help); Text "和書" ignored (help)
6. ↑  "アフガン人が夢見る「オレンジの歌会」復活". SankeiBiz. 2017-5-9. Archived from the original on 10 May 2017. Retrieved 2017-12-29. {{cite news}}: Check date values in: |date= (help)نگهداری یادکرد:ربات:وضعیت نامعلوم پیوند اصلی (link)
7. ↑  "水とともに2013年1月号" (PDF). 独立行政法人 水資源機構. p. 15. Retrieved 2017-12-29. {{cite web}}: Text "和書" ignored (help)
8. ↑  Muzhda, Wahid (5 December 2019). "Afghans Hold Vigils for Slain Dr. Nakamura". TOLO News. Archived from the original on 5 December 2019. Retrieved 6 December 2019.
9. ↑  "第1回沖縄平和賞受賞者". 沖縄県. Retrieved 2021-08-29. {{cite web}}: Text "和書" ignored (help)
10. ↑  "福岡市市民国際貢献賞". 福岡市. Retrieved 2021-08-29. {{cite web}}: Text "和書" ignored (help)
11. ↑  "【第6回 食の新潟国際賞 】" (PDF). Retrieved 2021-08-29. {{cite web}}: Text "和書" ignored (help)
12. ↑  "佐野藤三郎記念 食の新潟国際賞". Retrieved 2021-08-29. {{cite web}}: Text "和書" ignored (help)
13. ↑  "マグサイサイ賞". ペシャワール会. Retrieved 2021-09-16. {{cite web}}: Text "和書" ignored (help)
14. ↑  "【アフガン邦人男性拉致】タリバン「殺害した」 全外国人が標的". MSN産経ニュース. 2008-08-27. Archived from the original on 2010-06-19. Retrieved 2008-09-26. {{cite web}}: Text "和書" ignored (help)
15. ↑  "菜の花畑の笑顔と銃弾". NHKスペシャル. 日本放送協会. Archived from the original on 2012-11-19. Retrieved 2009-02-21. {{cite web}}: Text "和書" ignored (help)
16. ↑  "アフガニスタンで銃撃された中村哲医師死亡". NHK NEWS WEB. 日本放送協会. Archived from the original on 2019-12-4. Retrieved 2019-12-4. {{cite web}}: Check date values in: |accessdate= و |archivedate= (help); Text "和書" ignored (help)
17. ↑  "中村哲さん殺害、捜査当局が主犯格を特定 死亡の可能性". 朝日新聞デジタル. 2021-02-10.